# Bonde do Maluco
Bonde do Maluco (BDM) é uma organização criminosa oriunda da Bahia e especializada no tráfico de drogas, assaltos, sequestro e assassinatos. A facção se deu origem através de um movimento do seu líder Alexandre (Xandeco) onde o mesmo tomou vários locais de Salvador e locais adjacentes.

## História
A facção criminosa foi fundada no ano de 2015, no Pavilhão V do Complexo Penitenciário da Mata Escura, em Salvador. O grupo nasceu como uma ramificação de uma extinta facção criminosa conhecida como Caveira, que tinha como seu líder o assaltante de bancos José Francisco Lumes ("Zé de Lessa"), morto em um confronto com policiais militares do Batalhão de Operações Especiais da Polícia Militar do Mato Grosso do Sul, em 2019. Além de Zé de Lessa, o criminoso Ednaldo Freire Ferreira (Dadá) é apontado também como um dos fundadores do Bonde do Maluco.
A facção é atualmente a maior organização criminosa baiana, com domínio em algumas regiões em Salvador e na Região Metropolitana, bem como no Centro-Norte Baiano, no Sertão Baiano e na região da Chapada Diamantina. Em 2017, apenas dois anos após sua fundação, o Bonde do Maluco já dominava 10 bairros de Salvador, e expandiu a sua atuação para os estados de Sergipe, Goiás e Alagoas, Estima-se que o Bonde do Maluco possua 15 mil membros na Bahia.
O grupo criminoso é aliado da facção criminosa Primeiro Comando da Capital (PCC). Tem como rivais o Comando Vermelho (CV)  e a Katiara dentro da capital baiana, e no interior do estado, teria como inimigos os aliados do grupo carioca, como o Primeiro Comando de Eunápolis.
Com o intuito de demarcar poder, um dos símbolos do Bonde do Maluco é a inscrição da sigla da organização (BDM) ou da frase "Tudo 3" em muros de casas, empresas, calçadas e equipamentos públicos. 